# Хейден, Адрианус Францискус Теодорус ван дер
Адрианус Францискус Теодорус ван дер Хейден, чаще А. Ф. Т. ван дер Хейден (нидерл. Adrianus Franciscus Theodorus van der Heijden; род. 15 октября 1951, Гелдроп-Мирло, Северный Брабант) — нидерландский писатель.

## Биография
Изучал философию и психологию в Неймегене, но переехал в Амстердам и целиком занялся литературой. Две книги — сборник новелл и роман — опубликовал под псевдонимом Патрицио Канапони. Наиболее известен двумя романными фресками Беззубое время и Homo Duplex. Книги Хейдена переведены на многие европейские языки.

## Произведения
- Гондола на Херенграхт/ Een gondel in de Herengracht (1978, новеллы)
- De draaideur (1979, роман)
- Беззубое время/ De tandeloze tijd, цикл романов
  - Битва за Синий мост/ De slag om de Blauwbrug, пролог (1983)
  - Vallende ouders (1983)
  - De gevarendriehoek (1985)
  - Advocaat van de Hanen (1990, экранизирован в 1996)
  - Weerborstels, интермеццо (1992)
  - Het Hof van Barmhartigheid (1996)
  - Onder het plaveisel het moeras (1996)
- De sandwich (1986, роман)
- Het leven uit een dag (1988, роман)
- Asbestemming. Een requiem (1994, роман)
- Homo duplex, цикл романов
  - De Movo tapes (2003)
  - Drijfzand koloniseren (2006)
  - Het schervengericht (2007)
- Engelenplaque (2003, дневниковые заметки 1966—2003)
- Mim (2007, новелла-пастиш на тему Харри Мюлиша к его 80-летию)
- Gentse lente (2008, новеллы)
- Doodverf (2009, роман)
- Tonio (2011, роман, Премия нидерландских книгоиздателей)
- De helleveeg, роман (2013)

## Публикации на русском языке
- Битва за синий мост. — СПб.: ИНАПРЕСС, 1999.

## Признание
Премия АКО г. Амстердам (1997, 2007), премия Золотая Сова (1997), премия Константейна Хёйгенса (2011), премия Libris (2012), премия П. К. Хофта (2013) и др.